# Hilde Walterová
Hilde Walterová, provdaná Hilde Doleschell, (21. února 1915, Liberec – 19. dubna 2013, Guelph) byla československá, rakouská a německá sportovkyně, lyžařka, tenistka a hokejistka. Od roku 1922 žila s rodiči ve Vídni, ale až do roku 1936 reprezentovala Československo. Od sezóny 1936/37 reprezentovala Rakousko a od sezóny 1938/39 Německo. V listopadu 1939 se provdala za pekařského mistra Fritze Doleschella a dále startovala pod jménem Hilde Doleschell. Od roku 1950 žila s manželem v Kanadě.

## Lyžařská kariéra
Na IV. ZOH v Garmisch-Partenkirchen 1936 reprezentovala Československo a nedokončila závod v alpském lyžování v kombinaci. Na mistrovství světa 1938 skončila 15. ve sjezdu, 16. ve slalomu a 16. v kombinaci. V roc 1941 vyhrála mistrovství Německa ve sjezdu v Garmisch-Partenkirchenu, v roce 1947 sjezd v Hahnenkammu a v roce 1948 sjezd v St. Antonu.

## Tenisová kariéra
Vyhrála mistrovství Rakouska ve dvouhře v letech 1939,1941 a 1946-1949, mistrovství Německa ve dvouhře v roce 1941 a mistrovství Kanady ve čtyřhře 1957. Vícekrát startovala ve French Open a Wimbledonu.

## Hokejová kariéra
Hrála hokej jako střední útočník za Wiener AC, v roce 1941 byla vicemistrem Německa.